# Phallichthys quadripunctatus
Phallichthys quadripunctatus es una especie de peces de la familia de los pecílidos en el orden de los ciprinodontiformes.

## Morfología
Los machos pueden alcanzar los 3,5 cm de longitud total.

## Distribución geográfica
Se encuentran en Centroamérica: Costa Rica.